# Clauson-Kaas-Reaktion
Die Clauson-Kaas-Reaktion, benannt nach dem dänischen Chemiker Niels Clauson-Kaas (1917–2003), ist eine Namensreaktion aus dem Bereich der Organischen Chemie und wurde 1952 durch Niels Clauson-Kaas und Zdenĕk Tyle erstmals beschrieben. Die Clauson-Kaas-Reaktion ermöglicht die Synthese von N-substituierten Pyrrolen.

## Übersichtsreaktion
Bei der Clauson-Kaas-Reaktion handelt es sich um eine Pyrrol-Synthese, bei der ein primäres Amin mit alkoxysubstituiertem Tetrahydrofuran (z. B. 2,5-Dimethoxytetrahydrofuran) im sauren Milieu zu einem N-substituierten Pyrrol umgesetzt wird.

## Reaktionsmechanismus
Der nachfolgend präsentierte Reaktionsmechanismus wird in der Literatur beschrieben, ist wissenschaftlich aber noch nicht vollständig belegt.
In dem dargestellten Mechanismus werden Methoxy-Reste beispielhaft für Alkoxy-Reste am Tetrahydrofuran verwendet.
Im ersten Schritt wird das 2,5-Dimethoxytetrahydrofuran (1) durch eine Säure (z. B. Essigsäure) protoniert, wodurch es zu einer Ringöffnung kommt und das Carbokation 2 entsteht. Im nächsten Schritt kann das primäre Amin am Carbokation angreifen, wodurch es zu einer Protonenumlagerung und anschließend zur Abspaltung von Methanol kommt. In dem so entstandenen Carbokation 3, kommt es durch das freie Elektronenpaar des Stickstoffatoms zu einem Ringschluss, wobei 4 entsteht. Durch anschließende Eliminierung von Methanol und Wasser und nachfolgende Aufarbeitung mit einer Base, entsteht das aromatisierte N-substituierte Pyrrol 5.